# Daniel Buckley
Daniel  Buckley, Jr. (29 de septiembre de 1890-15 de octubre de 1918) fue un ciudadano irlandés conocido por ser uno de los 712 supervivientes del hundimiento del RMS Titanic, ocurrido en la noche del 14 al 15 de abril de 1912. Más tarde sirvió como soldado estadounidense durante la Primera Guerra Mundial y murió en combate.

## Biografía

### Primeros años de vida
Daniel Buckley, Jr. era hijo de Daniel Buckley, Sr. y su esposa Abigail Sullivan de Boherbue, Condado de Cork. Era el mayor de nueve hermanos, dos de los cuales murieron a edad temprana. Huérfano de padre desde 1902, en 1905 su familia y él se mudaron a la cercana Ballydesmond (entonces Kingwilliamstown), donde su progenitor había servido como el panadero de la ciudad.
Como muchos otros jóvenes irlandeses de la época, Daniel sentía que podría aspirar a una vida mejor y ganar más dinero en busca de nuevas oportunidades laborales en los Estados Unidos. En 1912, a los 21 años, él y un grupo de amigos decidieron emigrar viajando en el estrenado navío RMS Titanic, en su viaje inaugural.

### A bordo del Titanic
A la llegada a su parada final, hacia las 11:30 del 11 de abril de 1912, el nuevo transatlántico paró a unas dos millas de la costa irlandesa. Desde el muelle de Queenstown, los dos transbordadores Ireland y America emprendieron un corto trayecto para transportar a los pasajeros, equipajes y correo hacia el estacionado Titanic.
Buckley y su cuadrilla, entre los que se hallaban Hannah Riordan, de 21 años, Bridget Bradley, de 22 años, Patrick Denis O'Connell, de 18 años, Patrick O'Connor, de 23 años, Nora O'Leary, de 16 años, y Michael Linehan, de 21 años, embarcaron en tercera clase por medio del transbordo desde la embarcación auxiliar America, al mediodía del jueves 11 de abril de 1912. Abordaron un total de 113 inmigrantes.
Los tres primeros días de travesía transcurrieron de forma satisfactoria para Buckley y su camarilla. Buckley destacaría haberse alimentado del buen menú ofrecido en el comedor, y haberse divertido bailando y cantando con otros pasajeros en la sala común de tercera clase, ya que disponían de todo tipo de instrumentos musicales para entretenerse a bordo.

#### Naufragio y salvamento
Buckley compartía un pequeño camarote, situado en las cubiertas inferiores de la sección de proa del barco, junto a; Patrick O'Connell, Patrick O'Connor y Michael Linehan, procedentes también del condado de Cork y quienes fallecerían en el naufragio. A las 23:40 del domingo 14 de abril de 1912, Buckley dormía en su habitación cuando fue despertado por un terrible ruido, que describió como una especie de chirrido, proveniente de la colisión lateral del Titanic contra el iceberg a lo largo de la roda del costado de estribor. 
Saltó de su litera y percibió que el suelo estaba mojado, ya que el agua pasaba ligeramente por debajo de la puerta de su cabina. Encendió la luz y despertó a sus tres compañeros para que se levantaran, informándoles que él creía que algo andaba mal y que entraba agua en la habitación. Pero ellos se rieron de él y uno de ellos le dijo: «Vuelve a la cama. Ahora no estás en Irlanda». Buckley se vistió rápidamente y salió al pasillo, donde oyó a dos tripulantes gritar: «¡Todos a cubierta, si no queréis ahogaros!». Al abandonar su dormitorio, fue la última vez que vio con vida a los tres jóvenes con quienes había compartido cabina.
Buckley ascendió deprisa a cubierta, donde observó que todos los pasajeros llevaban puestos chalecos salvavidas menos él. De modo que regresó plantas abajo hacia su cuarto en busca del suyo. Se hizo paso entre los viajeros que se movían en dirección contraria a la suya, notándolos alterados a muchos de ellos; las mujeres llorando y los hombres tratando de consolarlas diciéndoles que no había peligro. Sin embargo, cuando él iba a descender el último tramo de escaleras, descubrió que el agua había cubierto ya unos cuatro peldaños, subiendo de forma acelerada. Por tanto, resultándole imposible alcanzar su camarote, volvió a subir a cubierta.
Al principio, Buckley advirtió que la tripulación procuraba impedir que los pasajeros del entrepuente accedieran a las cubiertas superiores. Se percató que un pasajero de tercera subía por una escalera que finalizaba en una pequeña verja en el nivel superior. Justo cuando iba a abrirla para pasar, un hombre se le acercó, probablemente un marinero, y lo empujó arrojándolo a la cubierta de tercera clase al mismo tiempo que cerró con llave la mencionada puerta. Aquel viajero derribado se enfureció, subió de nuevo la escalera rompiendo la cerradura de la barrera y corrió en busca de quién lo había lanzado escaleras abajo, amenazando con que si lo encontraba lo tiraría al mar. Finalmente, Buckley logró llegar a la cubierta de botes, posiblemente entre un grupo de personas de su misma clase que se abrieron paso a través de aquella puerta ya desbloqueada.
Afortunadamente en la cubierta superior, mientras intentaba conseguir un salvavidas, un pasajero de primera clase que portaba dos le cedió uno. Después ayudó a otros marineros con los cabos para arriar unos cinco botes salvavidas. Surgieron más problemas cuando a los hombres en el bote al que Buckley había conseguido subir se les ordenó bajar, supuestamente a punta de pistola, aunque finalmente el oficial disparó con su revólver varios tiros al aire para forzar su salida. Sin embargo, Buckley intentó esconderse en el fondo de la barca —probablemente en el plegable C del costado de estribor, bajado hacia las 02:00—, comenzó a llorar y una pasajera le echó un chal por encima, para ocultarlo de los miembros de la tripulación. Creía que su salvadora era Madeleine Astor, sin embargo la señora Astor había partido en el bote n.º 4. 
Antes de abandonar definitivamente el moribundo buque, vio como su amiga Bridget Bradley, que había entrado en uno de los botes, se sintió repentinamente más segura a bordo del Titanic que en la barca en la que se había montado. Por lo que, de forma temeraria, se abalanzó para colgarse de una de las sogas suspendidas desde los pescantes y tratar de subir otra vez a la cubierta del transatlántico. Sin embargo, uno de los marineros se lo imposibilitó y gracias a ello Bradley se salvó de la tragedia.
Una vez bajado al mar su bote, fue testigo de cómo se extinguieron las luces del buque conforme se sumergía de forma definitiva bajo las gélidas aguas del océano Atlántico, alrededor de las 02:20 de la madrugada del lunes 15 de abril de 1912, cobrándose la vida de 1496 personas de los 2208 pasajeros. Buckley describiría la inmersión final del Titanic:

Llevábamos en el bote sólo 15 minutos cuando el gran barco naufragó. Fue una visión espantosa. Llorarían hasta las piedras el oír gritar a todos los que quedaron a bordo. Se escuchó un horrible estruendo, como un trueno, cuando se hundía.
Daniel Buckley, carta escrita a su madre el 18 de abril de 1912, a bordo del Carpathia.

### Últimos años de vida
Daniel, más los otros 712 sobrevivientes, fueron rescatados por el transatlántico RMS Carpathia, de la Cunard Line, en el amanecer del lunes 15 de abril de 1912, el cual puso rumbo con destino a Nueva York, en donde desembarcaron el 18 de abril de 1912. Cuando las luces de dicho barco fueron avistadas desde la lancha que ocupaba Buckley, las mujeres de ésta se sobresaltaron de tal manera que se levantaron y gritaron para llamarle su atención. Los marineros les rogaron que se sentaran de nuevo pero éstas les desobedecieron. A bordo del Carpathia, Buckley entabló conversación con uno de los fogoneros salvados del Titanic, éste le comentó que no creía que la verdadera razón del hundimiento del buque hubiera sido a causa de la colisión con el iceberg, sino que estaban tratando de batir un récord de velocidad, habiendo generado tanto vapor que las calderas estallaron.
El 3 de mayo, menos de un mes después del desastre, Buckley compareció ante el Senado de los Estados Unidos como parte de la investigación sobre el hundimiento. Interrogado por el senador William Alden Smith, el testimonio de Buckley, el único de un irlandés, proporcionó la perspectiva casi única de un pasajero de tercera clase. Fue tachado de cobarde por ocultarse bajo un chal de mujer en una lancha de salvamento. Poco más de ocho décadas más tarde, su testimonio será particularmente influyente, aunque dramatizado, en la configuración de varias escenas del escape de los pasajeros de tercera clase en la famosa película de 1997 de James Cameron, Titanic.
Después de su llegada a los Estados Unidos, Daniel se instaló en Manhattan, donde trabajó en un hotel. En junio de 1917, dos meses después de la entrada estadounidense en la Primera Guerra Mundial, se unió al Ejército de los Estados Unidos. Fue asignado al 69.º Regimiento de Infantería, que incluía a muchos otros irlandeses-estadounidenses. Después de recibir entrenamiento básico en Camp Mills, Long Island, Buckley llegó a Francia en el Frente occidental en el otoño de 1917 con la Compañía "K" del 165.º Regimiento de Infantería (en el que el 69.º Regimiento había sido reconstituido), entre los primeros soldados de la Fuerza Expedicionaria Estadounidense (AEF) en llegar allí. El 15 de octubre de 1918, justo un mes antes del armisticio con Alemania que puso fin a la guerra, Buckley fue muerto en combate por un francotirador mientras ayudaba a recuperar soldados heridos en la Ofensiva de Meuse-Argonne, muriendo a los 28 años de edad. Fue inicialmente enterrado en Francia, pero sus restos fueron llevados a Irlanda, en su localidad natal Ballydesmond, en la primavera de 1919.
Buckley es también ampliamente reconocido por haber escrito Sweet Kingwilliamstown, una canción popular folk en la región de Sliabh Luachra en Munster, Irlanda.